# Luke Kornet

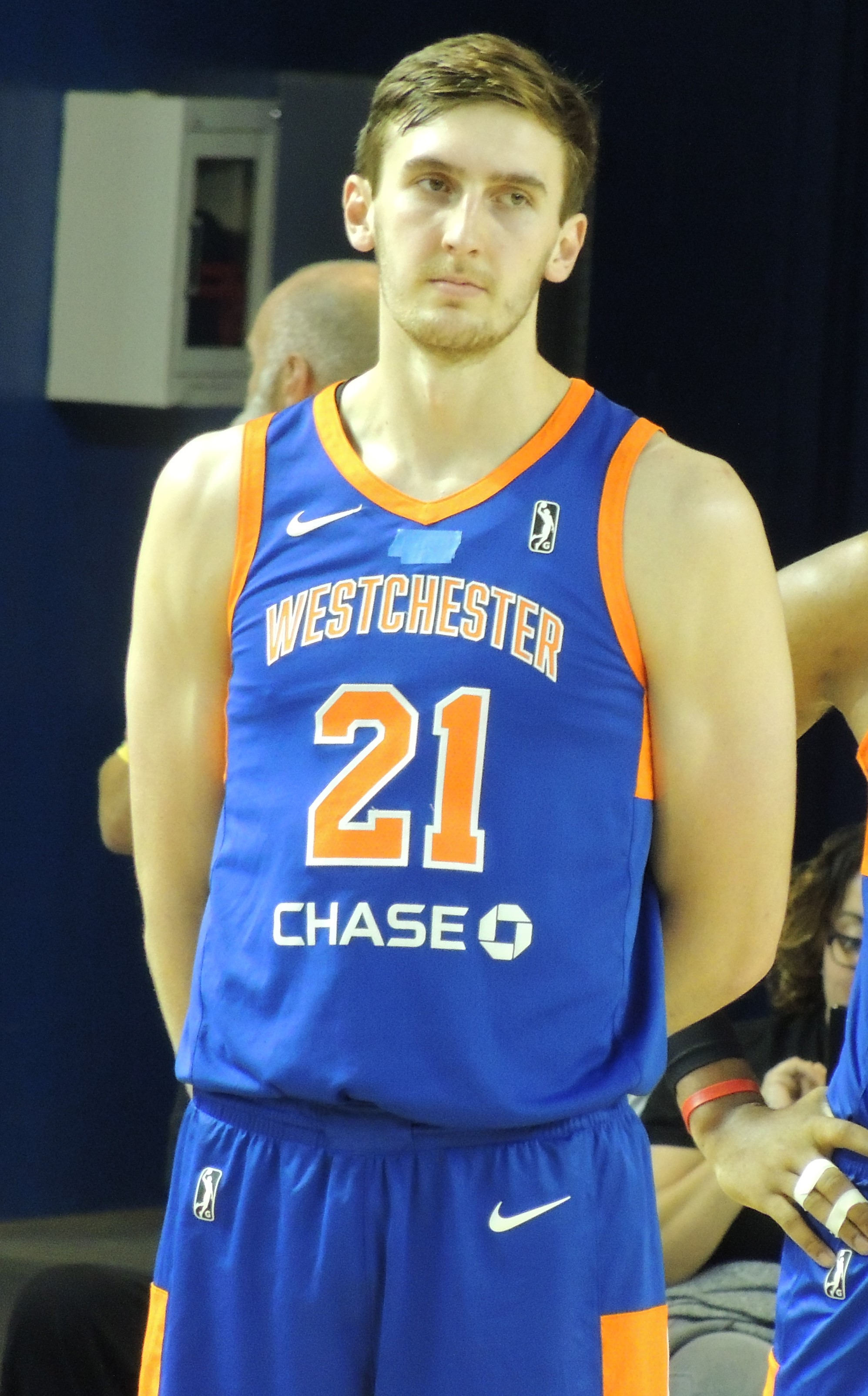
Luke Kornet, 2017.

Luke Francis Kornet, född 15 juli 1995 i Lexington i Kentucky, är en amerikansk professionell basketspelare (C) som spelar för San Antonio Spurs i National Basketball Association (NBA). Han har tidigare spelat för New York Knicks, Chicago Bulls, Boston Celtics, Cleveland Cavaliers och Milwaukee Bucks.
Kornet blev aldrig NBA-draftad.
Innan han blev proffs studerade Kornet på Vanderbilt University och spelade för deras idrottsförening Vanderbilt Commodores.